# Alfred Twardecki
Alfred Twardecki (ur. 4 lutego 1962 w Warszawie) – polski historyk starożytności, tłumacz; w latach 2012–2019 kurator Zbiorów Sztuki Starożytnej i Wschodniochrześcijańskiej Muzeum Narodowego w Warszawie. Od 1 lipca 2019 r. pracownik IAiE PAN (Instytut Archeologii i Etnologii PAN), od 1 października 2019 r. Wykładowca AL UW (Wydział „Artes Liberales” Uniwersytetu Warszawskiego).

## Życiorys
Syn Alojzego i Jolanty. W 1980 roku ukończył XLIV Liceum Ogólnokształcące im. Antoniego Dobiszewskiego w Warszawie. W 1986 ukończył studia historyczne na Wydziale Historycznym UW. W latach 1986–1992 asystent w Zakładzie Historii Starożytnej Uniwersytetu Warszawskiego, od 1992 do 2019 roku pracownik Galerii Sztuki Starożytnej MNW. Autor szeregu artykułów oraz książek poświęconych starożytnej Grecji, stypendysta Centrum Archeologii Śródziemnomorskiej im. Kazimierza Michałowskiego UW oraz Deutscher Akademischer Austausch Dienst (Niemiecka Centrala Wymiany Akademickiej), gość École française d’Athènes, kierownik programu współpracy między MNW a Kerczeńskim Republikańskim Muzeum Historyczno-Kulturalnym w Kerczu (Krym, Ukraina) od 2016 r. przemianowanego na „Antyczne Zabytki Morza Czarnego”. Stopień doktora nauk humanistycznych w zakresie historii uzyskał w 2011 roku na Akademii Świętokrzyskiej im. Jana Kochanowskiego w Kielcach na podstawie rozprawy: Greckie inskrypcje epitafijne Królestwa Bosporańskiego. W latach 2008–2013 kierował Polską Misją Archeologiczną „Tyritake” Muzeum Narodowego w Warszawie. W 2014 roku działania ekspedycji zawieszono z powodu zajęcia Krymu przez Federację Rosyjską. Od 1 lutego 2012 do 30 września 2019 roku kurator Zbiorów Sztuki Starożytnej i Wschodniochrześcijańskiej Muzeum Narodowego w Warszawie. W latach 2016–2018 kierownik Polskiej Misji Archeologicznej „Olbia” Muzeum Narodowego w Warszawie. Od 2019 r. kierownik Polskiej Misji Archeologicznej „Olbia” IAiE PAN.

### Nagrody i wyróżnienia
- 2015 Nagroda Dyrektora MNW
- Sybilla 2014, Grand Prix za najlepsze wydarzenie muzealne roku (Galeria Faras)
- Sybilla 2014, 1 nagroda za najlepszą wystawę w kategorii wystawy historyczne i archeologiczne w Polsce, w roku 2014 (Galeria Faras)
- Finalista w kategorii „Wydarzenie” w konkursie Wydarzenie Historyczne 2014 roku (Otwarcie Galerii Faras)
- 2013 Srebrny Krzyż Zasługi
- 2010 Nagroda Dyrektora MNW
- 2010 Nagroda Grand Prix 2010 Ministra Kultury Autonomicznej Republiki Krymu (Ukraina) za 1 część katalogu „Bosporan Funerary Stelae”.
- 2009 Nagroda Dyrektora MNW

Wdowiec, ma dwójkę dzieci.

## Publikacje
- Artykuły:
  - Grecja a Wschód w świetle liryki archaicznej, Meander, 7-8 (1987), 375 ff
  - Król Midas – antyczna tradycja literacka a badania archeologiczne, Studia i Materiały Archeologiczne, 8 (1991), 65 -121
  - Marina – nowe polskie stanowisko archeologiczne w Egipcie. Próba lokalizacji na mapie Egiptu grecko-rzymskiego, Studia i Materiały Archeologiczne, 9 (1992), 107-118
  - A new Funerary Stela in the Collection of the National Museum in Warsaw, Zeitschrift für Papyrologie und Epigraphik, 95 (1993), 156-158
  - Weihinschrift für Hermes oder Souchos?, Zeitschrift für Papyrologie und Epigraphik, 99 (1993), 197-202
  - Eine unpublizierte Inschrift aus Warschau, Zeitschrift für Papyrologie und Epigraphik, 102 (1994), 307- 309
  - Kolekcja inskrypcji cyprosylabicznych z Gołuchowa, Materiały z sesji poświęconej trzydziestoleciu działalności Polskiej Misji Archeologicznej w Nea Pafos na Cyprze (27-28 III 1995), Warszawa (1998), s. 169–179
  - Inscriptions grecques acquises par le Musée Nationale de Varsovie lors des fuilles franco – polonaises a Edfou, dans: Tell Edfou soixante ans apres. Actes du colloque franco-polonais, Le Caire – 15 octobre 1996 [= Fouilles -polonaises 4], Le Caire (1999), s. 83–93
  - Die Sammlung der griechischen Inschriften im Nationalmuseum zu Warschau, w: Atti, XI Congresso Internazionale di Epigrafia Greca e Latina, Roma, 18-24 settembre 1997, Roma (1999), s. 739–746.
  - Greek Christian Inscriptions in the Collections of the National Museum in Warsaw, Bulletin du Musée National de Varsovie, XLI (2000), No 1-4, s. 3–10.
  - Inscription of the Phoderago (KL 1839) w: The Cimmerian Bosporus, Pontos, and Barbarian World in the Period of Antiquity and Middle Ages, The Materials of the Third Bosporan Readings, Kerch (2002), s. 292–294.
  - Produkcja wina w starożytności w: Dionizos w życiu i kulcie. Wystawa ze zbiorów Muzeum Narodowego w Warszawie (katalog wystawy), Sosnowiec 2002, s. 29–35.
  - Inskrypcje greckie, folder Muzeum Narodowego w Warszawie, Warszawa (2003)
  - Kariery zawodowych sportowców w starożytności w świetle źródeł epigraficznych w: Sport i igrzyska olimpijskie w starożytności, [Katalog wystawy: Olimpiada. Sport w sztuce greckiej od VI w. p.n.e. do V w. n.e.; Muzeum Narodowe w Warszawie 15.05.2004-15.07.2004] Warszawa (2004), s. 44–49; noty katalogowe inskrypcji greckich No 2 (epitafium Apolloniosa), No 152 (Epitafium Filona), No 153 (Epitafium sportowca Rufusa), No 154 (Inskrypcja dotycząca akweduktu św. Sokrata), No 155 (Epitafium Theodotosa).
  - Inscription of the Phoderago reconsidered, w: The Materials of the Fifth Bosporan Readings, Kerch (2004), s. 437–441
  - Four unpublished funerary stele from Pantikapaion, w: Bosporan Readings VI, The Cimmerian Bosporus and Barbarian World in the Period of Antiquity and Middle Ages, period of destabilizations, catastrophes, Kerch (2005), s. 300–305.
  - Greek Inscriptions Acquired for the National Museum in Warsaw by Professor Kazimierz Michałowski [Inskrypcje pozyskane dla Muzeum narodowego w Warszawie przez profesora Kazimierza Michałowskiego], Bulletin du Musée National de Varsovie [Volume dédié a la mémoire du professeur Kazimierz Michałowski], XLII (2001) [2006], No 1-4, s. 129–142
  - Wheter Orphic nor philosopher [Ani Orfik, ani filozof], Bosporan Readings VIII, The Cimmerian Bosporus and Barbarian World in the Period of Antiquity and Middle Ages. Sanctuaries and Sacred Objects, Kerch (2007), s. 361–368
  - Tłumaczenie Narodzin Grecji Oswyna Murraya, Przekładaniec, Półrocznik Katedry UNESCO do Badań nad Przekładem i Komunikacją Międzykulturową UJ, 1-2 (2007), nr 18-19, s. 256–260
  - Hieromastor- an inquisitor or adviser?, [Hieromastor – inkwizytor czy doradca?] Bosporan Readings IX, The Cimmerian Bosporus and Barbarian world in the Period of Antiquity and Middle Ages. Miliotaria., Kerch (2008), s. 326–331.
  - Проблемы эпиграфики Боспорского царства на примере надписи KL 705 (Керченский музей) [Problemy epigrafiki Królestwa Bosporańskiego na przykładzie inskrypcji KL 705 (Muzeum Kerczeńskie)], Novensia 18-19 (2008), p. 351-363
  - Poetic epitaph for Glykarion, son of Glykarion, son of Glykarion (KL 439) [Poetyckie epitafium dla Glykariona, syna Glykariona, syna Glykariona (KL 439)], Bosporan readings X, Kerch (2009), s. 540–547.
  - Priest and Poet? (CIRB 118) [Kapłan i poeta? (CIRB 118)], Bosporan readings XI, Kerch (2010), s. 519–525
  - Wieża Babel. Rzecz o językach i formach ich zapisu. wyd. Zamek Książąt Pomorskich w Szczecinie 2010 (katalog wystawy): Język grecki: s. 29–32, noty katalogowe: s. 33, 35; Język łacński, s. 48–51, noty katalogowe: s. 52, 53, 55; Paleografia str. 56-59
  - V.N. Zin’ko, A.V. Zin’nko, A. Twardecki, Yu.L. Belik, Issledovaniya Bosporskoi OAE [Badania Bosporskiej Konserwatorsko-Archeologicznej Ekspedycji], Arkheologichni Doslizhennya v Ukraini 2010, Institut Arkheologii NAN Ukrainy, Kiev (2011), s. 117–118
  - Greek Poetry in Bosporan Kingdom [Poezja Grecka w Królestwie Bosporańskim], Bosporan readings XII, Kerch (2011), s. 458–463
  - A Collegium of Hieroi in the Bosporan Kingdom? w: Pontika 2008, Recent Research on the Northern and Eastern Black Sea in Ancient Times. Proceedings of the National Conference, 21st-26th April, 2008, Kraków, BAR International Series 2240, 2011, Chapter 46, s. 371–376
  - Greek metric inscription about fountain construction (KL 1279=CIRB 913), [Grecka inskrypcja metryczna o konstrukcji z fontanną (KL 1279=CIRB 913)], Bosporan readings XIII, Kercz (2012), s. 501–507.
  - New Greek Inscription and Graffito from Tyritake, [w:] Bosporan Readings XIV, The Cimmerian Bosporus and barbarian world in the period of Antiquity and the Middle Ages, Kerch 2013, s. 545–551
  - Poezja Królestwa Bosporańskiego a proces akulturacji jego elit, [w:] Świat starożytny. Państwo i społeczeństwo, red. Ryszard Kulesza, Marek Stępień, Elżbieta Szabat, Maciej Daszuta, Warszawa 2013, s. 131–145
  - Monika Dolińska, Tomasz Górecki, Andrzej Reiche, Alfred Twardecki, Zbiory Sztuki Starożytnej i Wschodniochrześcijańskiej a wykopaliska archeologiczne Muzeum Narodowego w Warszawie, „Rocznik Muzeum Narodowego w Warszawie. Nowa Seria”, 2 (38), s. 30–55
  - The Ancient site of Tyritake in the Cimmerian Bosporus, Polish excavations 2008-2013 w: A. Twardecki (ed.), Tyritake, Antique Site at Cimmerian Bosporus; Proceedings of the international conference, Warsaw, 27-28 November 2013, Warsaw 2014, s. 15–46.
  - An early Christian pendant amulet (?) in the collection of the National Museum in Warsaw – a philological approach w: Studies in Ancient Art and Civilization 17, Kraków 2013, s. 365–369
  - V. N. Zin’ko, A. V. Zin’ko, A. Twardecki, M. A. Kotin, Issledovaniya na gorodishche Tiritaka i khore Nimfeya, w: Arkheologichni Doslidzhennya v Ukraini 2013 (Archeological Researches in Ukraine, 2013), Kiiv 2014, s. 39–40
  - Alfred Twardecki, Hoplici. O sztuce wojennej starożytnej Grecji. Hoplites. On the art of war of ancient Greece [krótki przewodnik po czasowym pokazie], Warszawa, 2015
  - Alfred Twardecki, Evidence of Foreign Citizens in the Bosporan Inscriptions. A second approach, Bosporan Elite and its Culture, Papers of the International Round Table, November 22-25, 2016, Saint Petersburg, 2016, s. 30–40
  - Alfred Twardecki, Polish excavations at Tyritake 2008-2014. A small revolution in archaic architecture w: The Black Sea in the Light of New Archaeological Data and Theoretical Approaches, Proceedings of the 2nd International Workshop on the Black Sea in Antiquity held in Thessaloniki, 18-20 September 2015, ed. Manolis Manoledakis, Oxford, 2016, s. 29–39
  - А. Буйських, А. Твардецький, М. Новиченкова, Цитадель римського часу в Ольвії: результати українсько-польського проекту, археологiчнi дослiдження в Украiнi 2018, 2020, ss. 124-127Alfred Twardecki, Alla Buiskikh, The Cherniakhov Culture in Olbia Pontica in the light of Polish-Ukrainian excavations 2016-2018, Sprawozdania Archeologiczne, 2020, ss. 252-273
  - Alfred Twardecki review: Gerda von Bülow, Sofija Petković (eds), Gamzigrad-Studien I. Ergebnisse der deutschserbischen Forschungen im Umfeld des Palastes Romuliana. Römisch-Germanischen Forschungen, Band 75, Wiesbaden 2020, Reihert Verlag, Archaeologia Polona, vol. 59:2021, ss. 203-212
  - Alfred Twardecki, Evheniya Yanish, Preliminary Results of Analysis of Osteological Material from the Polish-Ukrainian Excavations in Olbia (2016–2018), ACSS, 2022
- Książki:
  - Plutarch, Czy stary człowiek powinien zajmować się polityką? (tłumaczenie i przypisy) w: Cyceron, Plutarch: Pochwała starości, Unia Wydawnicza „Verum”, Warszawa 1996
  - Mały słownik sztuki starożytnej Grecji i Rzymu, Unia wydawnicza „Verum”, Warszawa 1998 Wersja on-line (Prószyński i S-ka)
  - Adam Łajtar, Alfred Twardecki, Catalogue des inscriptions Grecques du Musée National de Varsovie, Supplement II, The Journal of Juristic Papyrology, Varsovie 2003 Wersja on-line
  - Oswyn Murray, Narodziny Grecji, tł. Alfred Twardecki, Prószyński i S-ka, Warszawa 2004
  - Wielki encyklopedyczny atlas. Historia świata, Wydawnictwo Naukowe PWN, Warszawa, 2006 (tłumaczenie s. 1–113)
  - Galeria Sztuki Starożytnej. Egipt, Bliski Wschód. Przewodnik, Muzeum Narodowe w Warszawie, Warszawa 2007 (opis greckich inskrypcji, ostrakonów i papirusów)
  - T. Matkovskaya, A. Twardecki, S. Tokhtasev, A. Bekhter, Bosporan Funerary Stelae 2nd century BC – 3rd century AD, From the Collection of the Kerch History and Culture Reserve, Lapidary Collection, vol. III, book 2, part 1=Supplement I Bulletin of the National Museum in Warsaw, Kiev-Warsaw 2009 / Т. Матковская, А. Твардецки, С. Тохтасьев, А. Бехтер, Боспорские надгробия II в. до н.э. – III в.н.э. Из собрания керченского историко-культурного заповедника. Лапидарная коллекция. Книга 2. Часть I=Супплемент I Bulletin of the National Museum in Warsaw, Киев-Варшава 2009 (Russian-English bilingual edition). (lektura i komentarze ponad połowy greckich inskrypcji)
  - Skarby sztuki. Muzeum Narodowe w Warszawie, Warszawa, 2013, praca zbiorowa, s. 16–19 (wstęp do części poświęconej sztuce starożytnej i wschodniochrześcijańskiej) oraz 28-36 (opisy zabytków)
  - Tyritake, Antique Site at Cimmerian Bosporus; Proceedings of the international conference, Warsaw, 27-28 November 2013, Warsaw 2014, redaktor naukowy tomu
- Publikacje popularnonaukowe
  - Something Called Democracy. The Warsaw Voice; 1 (167); 1992, January 5; 10 >> Echa i cytaty: Mary Melinda Ziemer, Letter From Poland; David J. P. Marzak, Building A Community College for Poland’s Future: A Doctoral Dissertation Presented to the Polish National Ministry of Education
  - Finders of Lost Treasures. Poles Discover Ancient World. The Warsaw Voice; 5 (171); 1992, February 2; 12-13.
  - Złoty dotyk króla Midasa, Wiedza i Życie (Wiedza i Człowiek); 3; 1994; 1-4.
  - Truso poprzednikiem Gdańska? Wiedza i Życie (Wiedza i Człowiek); 3; 1994; 11.
  - Znów na Krymie (Nowości). Wiedza i Życie (Wiedza i Człowiek); 4; 1994; 15
  - W muzeum, Wiedza i Życie (Wiedza i Człowiek); 5; 1994; 9. [In Museums]
  - 200 lat Luwru (W muzeum). Wiedza i Życie (Wiedza i Człowiek); 7; 1994; 14 – 15.
  - W muzeum, Wiedza i Życie (Wiedza i Człowiek); 8; 1994; 16.
  - Czy demokracja ma przyszłość? Wiedza i Życie (Wiedza i Człowiek); 10; 1994; 1-5.
  - W muzeum, Wiedza i Życie (Wiedza i Człowiek); 11; 1994; 16.
  - Gra w kości w starożytności, Wiedza i Życie (Wiedza i Człowiek); 7; 1995; 7-8.>> Echa i cytaty: Tomasz Borkowski, Złe gry, Wiedza i Życie (1997)
  - Solon – polityk środka, Rzeczpospolita 214, 13-14 09. 1997
  - Pizystrat – tyran oświecony, Rzeczpospolita 226, 27-28. 09. 1997
  - Kleistenes – reformator mimo woli, Rzeczpospolita 244, 18.10.1997
  - Milcjades – bohater z przeszłością, Rzeczpospolita, 249, 29.11.1997
  - Perykles – polityk doskonały, Rzeczpospolita 2, 03.01.1998
  - Demostenes, czyli łabędzi śpiew, Rzeczpospolita 20, 24.01.1998
  - Encyklopedia PWN. Seria multimedialna. Świat starożytny (opracowanie części haseł), 2001.
  - Przewodnik po galeriach starożytnych, Cywilizacje, numer specjalny Wiedzy i Życia, 09, 2003, s. 12–14
  - Ani porywający, ani pouczający (recenzja z filmu „Troja”), Rzeczpospolita, Nr 111 – czwartek, 13.05.2004
  - Kolonizacja Grecka, numer specjalny Wiedzy i Życia, 06, 2003